# 中国共产党佛山市委员会
中国共产党佛山市委员会，简称中共佛山市委，是中国共产党在广东省佛山市的领导机关。
中共佛山市委由中国共产党佛山市代表大会选举产生。在代表大会闭会期间，执行中国共产党广东省委员会的指示和中国共产党佛山市代表大会的决议，领导佛山市的工作，定期向中国共产党广东省委员会报告工作。

## 沿革
1983年6月1日，撤销佛山地区，原佛山市（县级）与佛山地区合并为佛山市（地级）。原中国共产党佛山市委员会与中国共产党佛山地区委员会合并为中国共产党佛山市委员会，于1983年6月1日正式挂牌办公。

## 职责
根据《中国共产党地方委员会工作条例》，中国共产党地方委员会主要实行政治、思想和组织领导，承担下列职能：
1. 对本地区重大问题作出决策。
2. 通过法定程序使党组织的主张成为地方性法规、地方政府规章或者其他政令。
3. 加强对本地区宣传思想文化工作的领导，牢牢掌握意识形态工作领导权、话语权。
4. 按照干部管理权限任免和管理干部，向地方国家机关、政协组织、人民团体、国有企事业单位等推荐重要干部。
5. 支持和保证人大、政府、政协、法院、检察院、人民团体等依法依章程独立负责、协调一致地开展工作，发挥这些组织中党组的领导核心作用。
6. 加强对本地区群团工作和统一战线工作的领导。
7. 动员、组织所属党组织和广大党员，团结带领群众实现党的目标任务。

## 机构设置
根据《佛山市机构改革方案》，中共佛山市委设置工作机关16个。中共佛山市委设置下列机构：
- 中国共产党佛山市委员会办公室
- 中国共产党佛山市委员会组织部
- 中国共产党佛山市委员会宣传部
- 中国共产党佛山市委员会统一战线工作部
- 中国共产党佛山市委员会社会工作部
- 中国共产党佛山市委员会政法委员会
- 中国共产党佛山市直属机关工作委员会
- 中国共产党佛山市委员会政策研究室
- 中国共产党佛山市委员会网络安全和信息化委员会办公室
- 中国共产党佛山市委员会外事工作委员会办公室
- 中国共产党佛山市委员会机构编制委员会办公室
- 中国共产党佛山市委员会巡察工作领导小组办公室
- 中国共产党佛山市委员会军民融合发展委员会办公室
- 中国共产党佛山市委员会台港澳工作办公室
- 中国共产党佛山市委员会机要和保密局
- 中国共产党佛山市委员会老干部局

## 历任领导

### 中共佛山市第十届委员会（2006年12月－2011年11月）
| 书 记： - 林元和（2006年12月－2010年4月） - 陈云贤（2010年4月－2011年7月） - 李贻伟（2011年7月－2011年11月） | 副书记： - 陈云贤（2006年12月－2010年4月） - 吴志强（2006年12月－2010年6月） - 杨晓光（2010年6月－2011年11月） - 李贻伟（2010年7月－2011年7月） - 刘悦伦（2011年7月－2011年11月） |

常　委：
| - 林元和（2006年12月－2010年4月） - 陈云贤（2006年12月－2011年7月） - 吴志强（2006年12月－2010年6月） - 刘 海（2006年12月－2010年7月） - 杨晓光（2006年12月－2011年11月） - 叶志容（2006年12月－2011年9月） - 杨建华（2006年12月－2011年11月） - 冼瑞伦（2006年12月－2011年11月） - 梁毅民（2006年12月－2011年2月） | - 刘谦强（2006年12月－2011年5月） - 冯德良（2006年12月－2011年11月） - 周天明（2006年12月－2011年11月） - 李贻伟（2006年12月－2011年11月） - 刘国强（2009年3月－2010年6月） - 叶明权（2009年8月－？） - 邓伟根（2010年6月－2011年11月） - 梁维东（2011年4月－2011年11月） |

### 中共佛山市第十一届委员会（2011年11月－2016年11月）
| 书 记： - 李贻伟（2011年11月－2014年5月） - 刘悦伦（2014年5月－2016年2月） - 鲁 毅（2016年2月－2016年11月） | 副书记： - 刘悦伦（2011年11月－2014年5月） - 周天明（2011年11月－2014年3月） - 鲁 毅（2014年5月－2016年2月） - 李子甫（2014年6月－2016年11月） - 朱 伟（2016年4月－2016年11月） |

常　委：
| - 李贻伟（2011年11月－2014年5月） - 刘悦伦（2011年11月－2016年2月） - 周天明（2011年11月－2014年3月） - 张子兴（2011年11月－2015年4月） - 冯德良（2011年11月－2015年9月） - 吴卫华（2011年11月－2013年9月） - 邓伟根（2011年11月－2014年9月） - 梁维东（2011年11月－2016年3月） - 魏 辉（2011年11月－2014年3月） - 李子甫（2011年11月－2016年11月） - 区邦敏（2011年11月－2016年11月） | - 李雅林（2013年9月－2016年11月） - 鲁 毅（2014年5月－2016年11月） - 李玉林（2014年5月－2016年11月） - 许 国（2014年6月－2016年11月） - 黄志豪（2015年1月－2016年11月） - 黄 力（2015年5月－2016年11月） - 郭文海（2015年9月－2016年11月） - 朱 伟（2016年3月－2016年11月） - 蔡家华（2016年7月－2016年11月） - 杨朝晖（2016年10月－2016年11月） |

### 中共佛山市第十二届委员会（2016年11月－2021年11月）
| 书 记： - 鲁 毅（2016年11月－2021年5月） - 郑 轲（2021年6月－2021年11月） | 副书记： - 朱 伟（2016年11月－2021年3月） - 李雅林（2016年11月－2017年7月） - 区邦敏（2017年9月－2019年8月） - 郭文海（2019年10月－2021年10月） - 白 涛（2021年10月－2021年11月） |

常　委：
| - 鲁 毅（2016年11月－2021年5月） - 朱 伟（2016年11月－2021年3月） - 李雅林（2016年11月－2017年7月） - 黄 力（2016年11月－2017年3月） - 区邦敏（2016年11月－2019年5月） - 黄志豪（2016年11月－2019年7月） - 蔡家华（2016年11月－2021年2月） - 郭文海（2016年11月－2021年10月） - 黄喜忠（2016年11月－2018年3月） - 杨朝晖（2016年11月－2021年7月） - 梅河清（2017年5月－2021年11月） - 范德军（2018年1月－2019年2月） - 李政华（2018年4月－2021年10月） - 刘俊文（2018年4月－2019年1月） | - 郭长勇（2018年7月－2021年1月） - 吴金龙（2019年2月－2021年10月） - 邓建伟（2019年7月－2021年6月） - 闫昊波（2019年10月－2021年10月） - 郑海涛（2021年4月－2021年11月） - 刘智勇（2021年4月－2021年11月） - 郑 轲（2021年6月－2021年11月） - 倪 谦（2021年6月－2021年11月） - 陈小坚（2021年7月－2021年11月） - 徐晓霞（2021年7月－2021年11月） - 白 涛（2021年10月－2021年11月） - 丁锡丰（2021年10月－2021年11月） - 黄海龙（2021年10月－2021年11月） |

### 中共佛山市第十三届委员会（2021年11月－）
| 书 记： - 郑 轲（2021年11月－2024年10月） - 唐屹峰（2024年10月－） | 副书记： - 白 涛（2021年11月－） - 徐晓霞（2021年11月－2022年4月） - 刘智勇（2023年6月－2025年6月） |

常　委：
| - 郑 轲（2021年11月－2024年10月） - 白 涛（2021年11月－） - 徐晓霞（2021年11月－2022年4月） - 陈小坚（2021年11月－） - 梅河清（2021年11月－2022年4月） - 郑海涛（2021年11月－2022年9月） - 倪 谦（2021年11月－2023年） - 葛承书（2021年11月－2024年2月） - 刘智勇（2021年11月－2025年6月） - 丁锡丰（2021年11月－） | - 黄海龙（2021年11月－2024年1月） - 鲍 魁（2022年4月－） - 周紫霄（2023年6月－2025年7月） - 刘 杰（2023年6月－） - 黄晨光（2023年9月－） - 黄星会（2024年1月－） - 唐屹峰（2024年10月－） - 陈新文（2025年6月－） - 刘建新（2025年7月－） |

### 历任市委书记
- 童孟清（1983年6月－1986年1月）
- 叶谷（1986年1月－1992年2月）
- 欧广源（1992年2月－1993年2月）
- 钟光超（1993年2月－1997年4月）
- 林浩坤（1997年4月－2002年9月）
- 黄龙云（2002年9月－2006年10月）
- 林元和（2006年10月－2010年4月）
- 陈云贤（2010年4月－2011年7月）
- 李贻伟（2011年8月－2014年5月）
- 刘悦伦（2014年5月－2016年2月）
- 鲁毅（2016年3月－2021年5月）
- 郑轲（2021年6月－2024年10月）
- 唐屹峰（2024年10月－）